# 瓦伊塔山
15°19′28″S 72°11′51″W / 15.32444°S 72.19750°W
瓦伊塔山（Huayta），是秘魯的山峰，位於該國南部阿雷基帕大區，由卡斯蒂利亞省的查查斯區負責管轄，屬於奇拉山脈的一部分，海拔高度5,400米。